# Brachystegia angustistipulata
Brachystegia angustistipulata é uma espécie de legume da família Leguminosae.
Pode ser encontrada na República Democrática do Congo e Tanzânia.